# Дренок (община Струга)
Вижте пояснителната страница за други значения на Дренок.
Дренок (изписване до 1945 година: Дрѣнокъ; на македонска литературна норма: Дренок; на албански: Drenoku) е село в Северна Македония, в община Струга.

## География
Селото е амфитеатрално разположено по изворните потоци на Дреночката река в областта Дримкол в източните склонове на граничния с Албания връх Плотка. Понякога е смятано за част от областта Голо бърдо. Селото има много чешми (извори): Маркоец, Пешоец, Ченголоец, Студенец (Пейкоец), Попова чешма, Горупа. Нивите са предимно около селото, близо до къщите: Ливаища, Иванешица, Пеноа Рен, Извор, Маркоец, Сределок, Пив, Женска вода, Строги, Пеарен (тоест Пейова Раван), Конопище, Сенища, Лок, Урбище, Качеица, Белица, Брегови, Журлов камен, Джуров кутел. Горите, предимно храстови, над селото са Чираница, Горни рид, Горна площ, а под селото са Осой, Долни Присой, Долна плошч, Гинови добйе, Дупен камен, Сенища. Паша има на Краста гура, Осойница, Плевнища. Има и местност Танасково лозе.
Селото е пръснато, но къщите на отделните родове образуват групови махали: Гаджова, Оруджова, Чижбанова, Гулиманова, Транова, Танаскова. Поради ерозията традиционно селото върви нагоре.

## История
Миленко Филипович събира предания, според които селото е основано от скотовъдци. В съседното село Модрич се смятало, че Дренок е основано от бежанци от Дреново (Търново) в Голо бърдо и като доказателство се привежда фактът, че в Дренок няма дрян.
В XIX век Дренок е българско село в Дебърска каза на Османската империя. В „Етнография на вилаетите Адрианопол, Монастир и Салоника“, издадена в Константинопол в 1878 година и отразяваща статистиката на населението от 1873 година, Дренок (Drenock) е посочено като село със 150 домакинства, като жителите му са 470 българи. Около 1875 година в продължение на две-три години в Дренок преподава на сръбски поп Станко, който получава от жителите на селото по 600 гроша годишно. След като научават, че учителят получава и по 40 наполеона от Сърбия, местните жители, го изгонват.
През 1889 година е изградена селската църква „Рождество Богородично“ на 100 метра над старата църква. Край църквата има гробище. В местността Смерки е имало параклис „Свети Спас“ и там се правила лития. Към средата на XX век селото празнува на Малка Богородица, но славата му е на Свети Георги и на Радищи е имало параклис „Свети Георги“ също с гробище. Гробище е имало и около старата селска църква, което след преместването на храма става „вакъфско“.
Според статистиката на Васил Кънчов („Македония. Етнография и статистика“) в 1900 Дрѣнокъ има 500 жители българи християни.
На Етнографската карта на Битолския вилает на Картографския институт в София от 1901 година Дренок е чисто българско село в Дебърската каза на Дебърския санджак с 64 къщи.
Цялото християнско население на селото е под върховенството на Българската екзархия. По данни на секретаря на екзархията Димитър Мишев („La Macédoine et sa Population Chrétienne“) в 1905 година в Дренок има 512 българи екзархисти и функционира българско училище.
На 26 февруари 1911 година в Дренок служи Козма Дебърски, а на 2 февруари е образувано българско училищно настоятелство в състав: председател – свещеник Иван Търпенов, подпредседател – Антон Йовчев, секретар – учителят Иван Попстанков, касиер – Кузман Йовчев Гаджов, съветници – кметът Христо Попов и Серафим Арсов.
Според статистика на вестник „Дебърски глас“ в 1911 година в Дренок има 54 български екзархийски къщи.
При избухването на Балканската война в 1912 година 1 човек от селото е доброволец в Македоно-одринското опълчение.
В рапорт на Павел Христов, главен български учител в Албания, и Григор Ошавков от 28 януари 1914 година се посочва, че Дренок е село с 60 български къщи. В селото е запазено българското училище, функциониращо до 1912 година. За учител е назначен Иван Попстанков, който има ІІІ клас образование.
В 1915 година, по време на Първата световна война, селото е анексирано от Царство България. Към 1 март 1916 година Дрѣнокъ е част от Требищката община на българската Дебърска околия.
В 1940 година Миленко Филипович пише, че в селото има 67 семейства, всички православни. Най-старите родове в селото са Трановци (Траяновци, 19 семейства) и Танасковци (4 семейства), които имат общо потекло и слава на Свети Георги на 26 ноември. Стар род са и Тодоровци (1 семейство със слава на Свети Никола), Мишанович (1 къща, Свети Никола), Груйовци или Перчуковзи (2 къщи, Свети Никола и Свети Георги), Гулимановци (4 къщи, Свети Георги), Гаджовци (11 къщи), Дукичи (3 къщи), Джуровци (3 къщи), които са един род със слава на Свени Никола. Башовци (3 къщи) са преселници от Гинеец, където има мюсюлмански клон със същото име. Гугои (1 къща) са преселници от Гугово, Воденско. Чупевци (1 къща със стара слава на Свети Георги и нова на Свети Никола) са в селото от шест поколения. Чижбановци (4 къщи, Свети Георги) са от село Извор, Петановци (2 къщи, Свети Георги) са преселени в средата на XIX век от Луково, където също има представители на рода, Оручевичи (2 къщи, Свети Георги) са от Радоеща или Макелари, Божиновци (2 къщи, Свети Георги) са от Луково, Спанчевци или Кузманови (2 къщи, Свети Никола и Свети Георги) са преселени в 1880 година от Стеблево, където родът е запазен като Спанчевци, Стойковци (1 къща, Света Петка и зимен Атанасовден) са преселени преди Балканската война от Требища и Дебърца, Драповци (1 къща, летен Свети Никола и Преображение) са от Стеблево.
Според преброяването от 2002 година селото има 2 жители македонци.

## Личности
Родени в Дренок
- Божин Вълчев, български революционер
- Григор Стаматов (1892 – 1925), български журналист
- Кузман Стаматов-Кераджията (? – 1894), български революционер от ВМОРО, загинал
- Лазар Димитров (1869 – ), български просветен деец и революционер
- Стамат Стаматов, български офицер, командир на батарея в Първи планински артилерийски полк, емигрантски деец